# Puerto del Boyar
El puerto del Boyar es un puerto de montaña de la Sierra de Grazalema (Andalucía, España). 

## Situación
Está situado en el término de Grazalema (Cádiz), en la carretera que une los pueblos de Grazalema y El Bosque, a una altitud de 1103 m s. n. m.
Es un punto estratégico que separa las sierras del Pinar y del Endrinal.

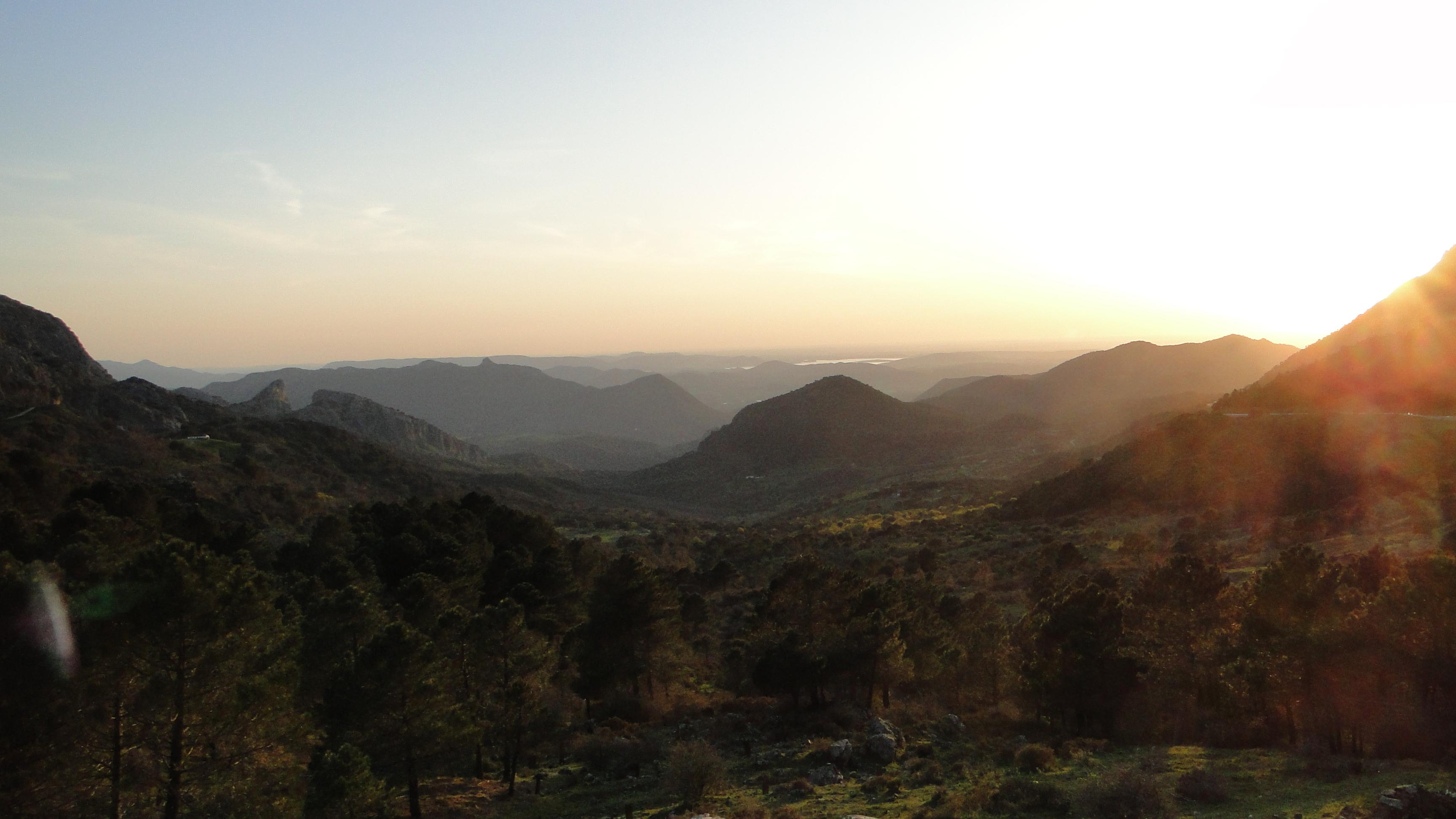
Puerto del Boyar

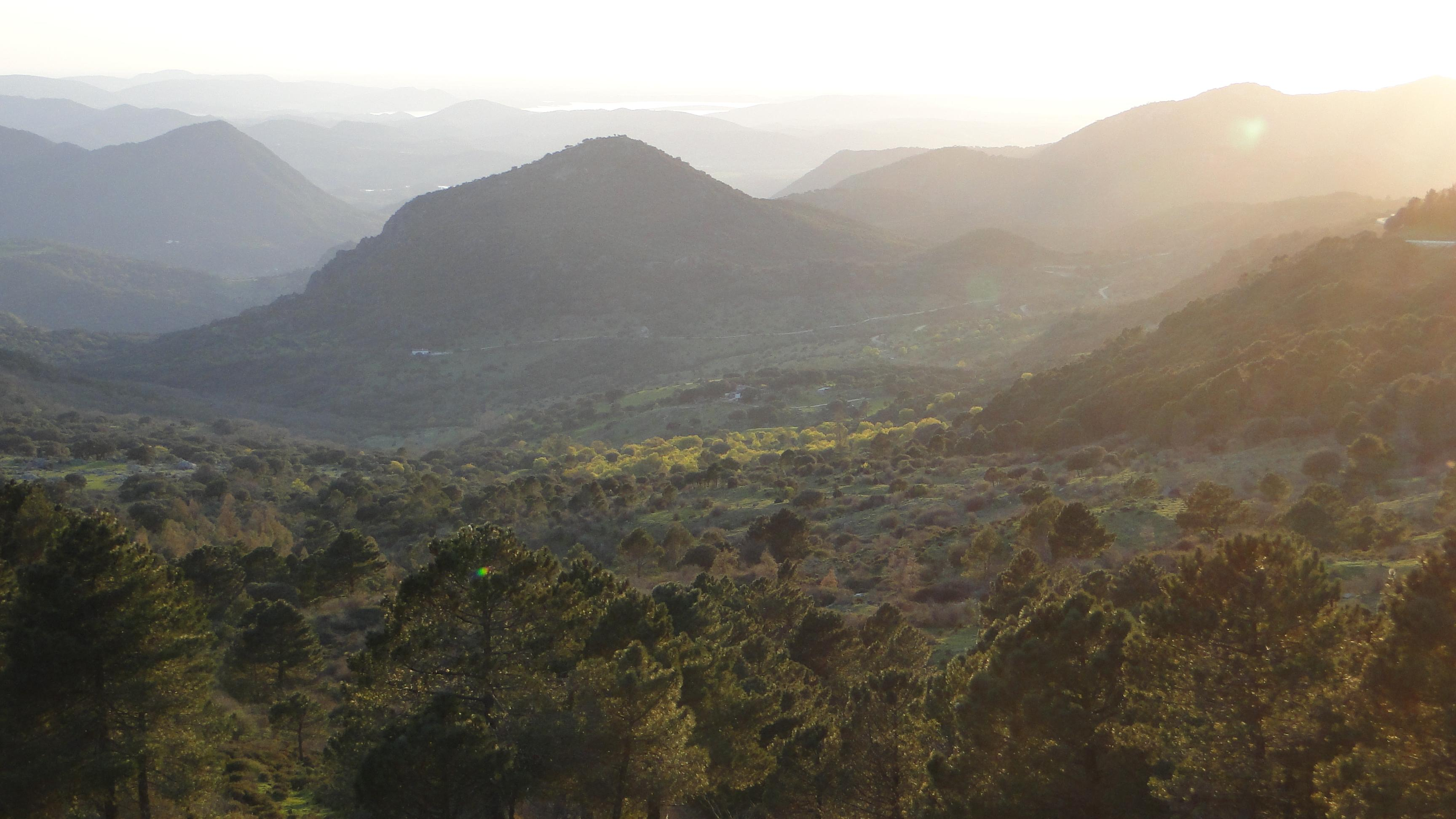
Puerto del Boyar

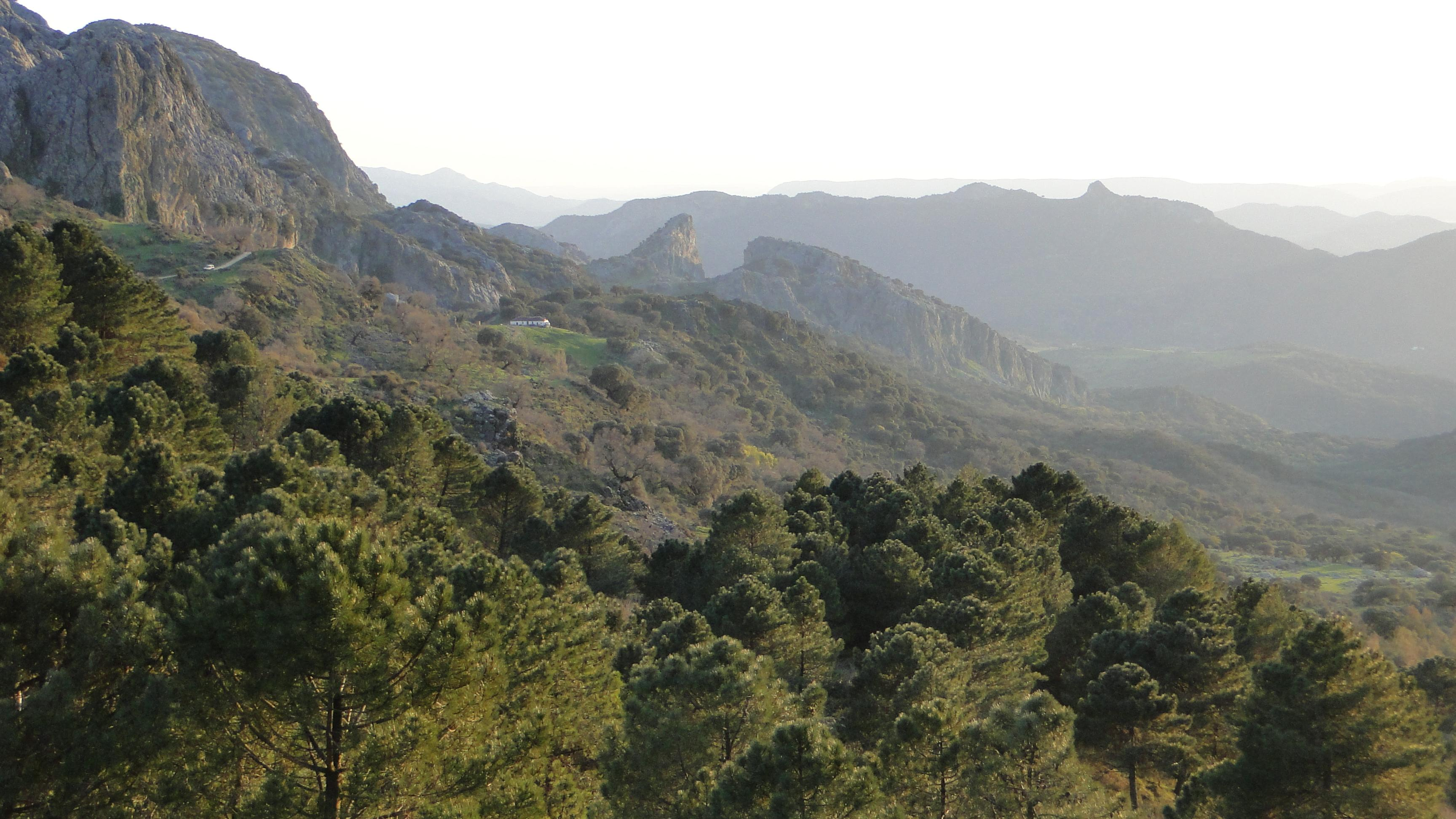
Puerto del Boyar

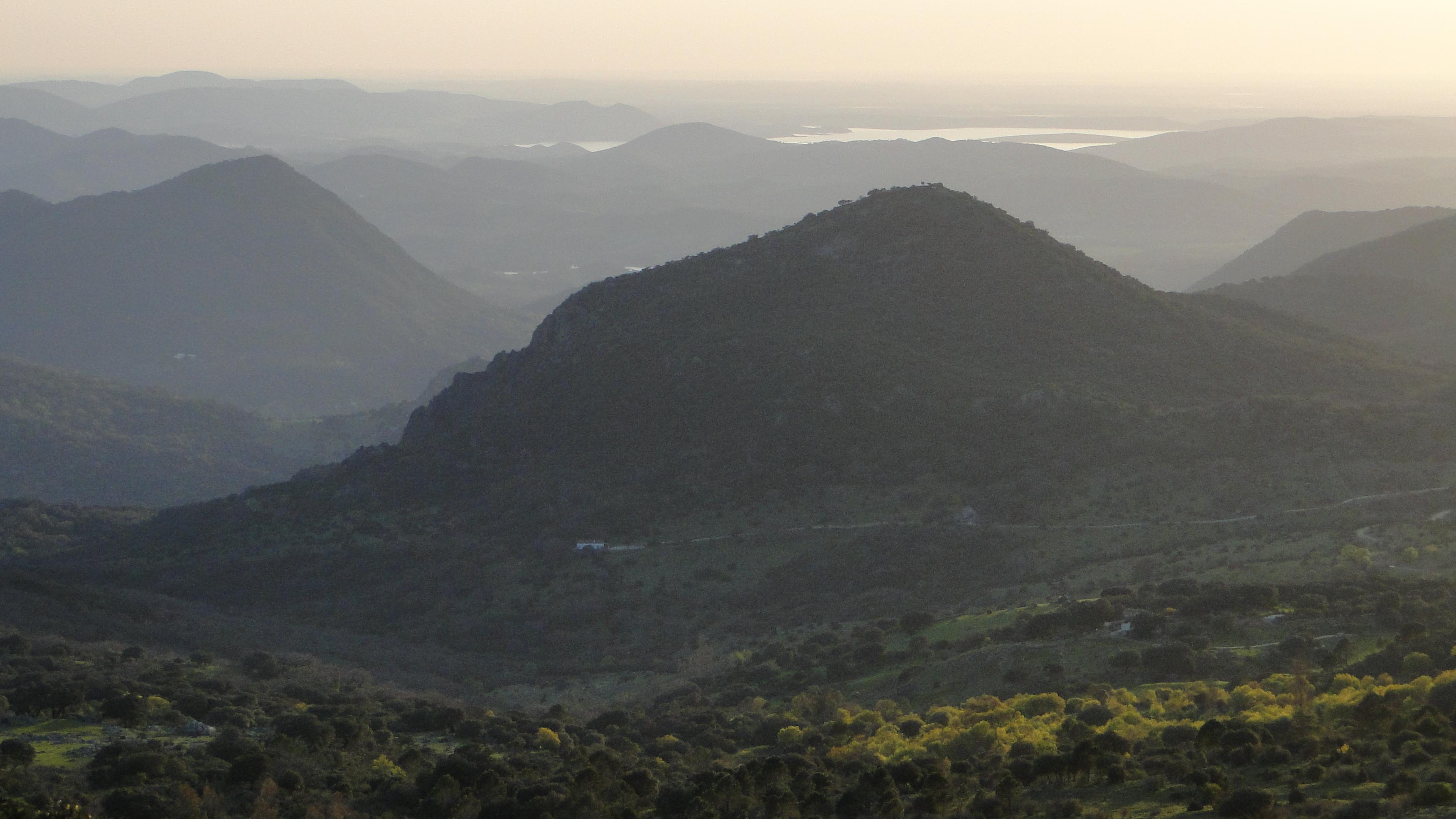
Puerto del Boyar

## Vistas
Desde él hay una amplia visión de la depresión del Boyar y del Salto del Cabrero. En días claros puede observarse la bahía de Cádiz.

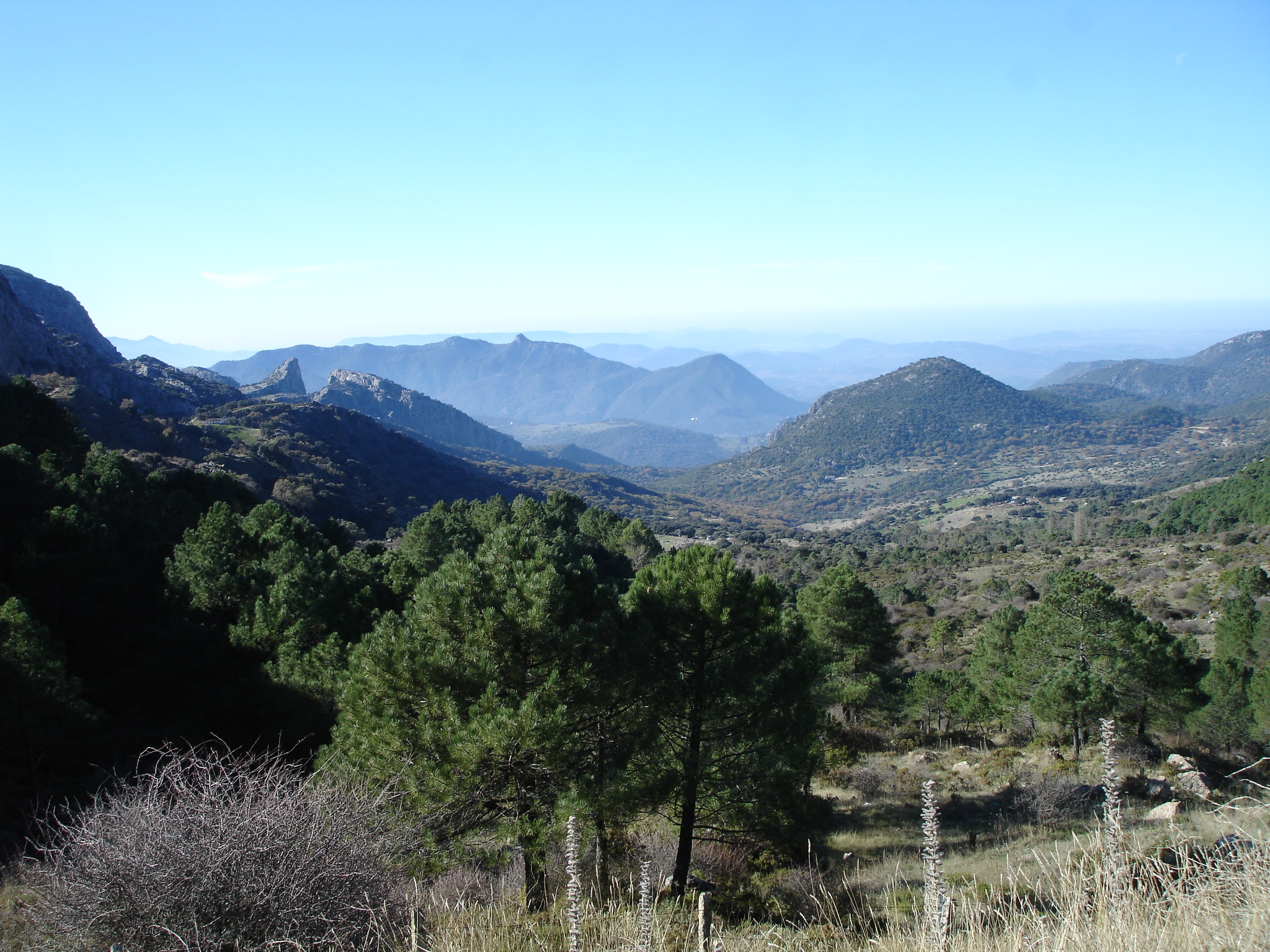
Vista del Salto del Cabrero desde el puerto del Boyar.
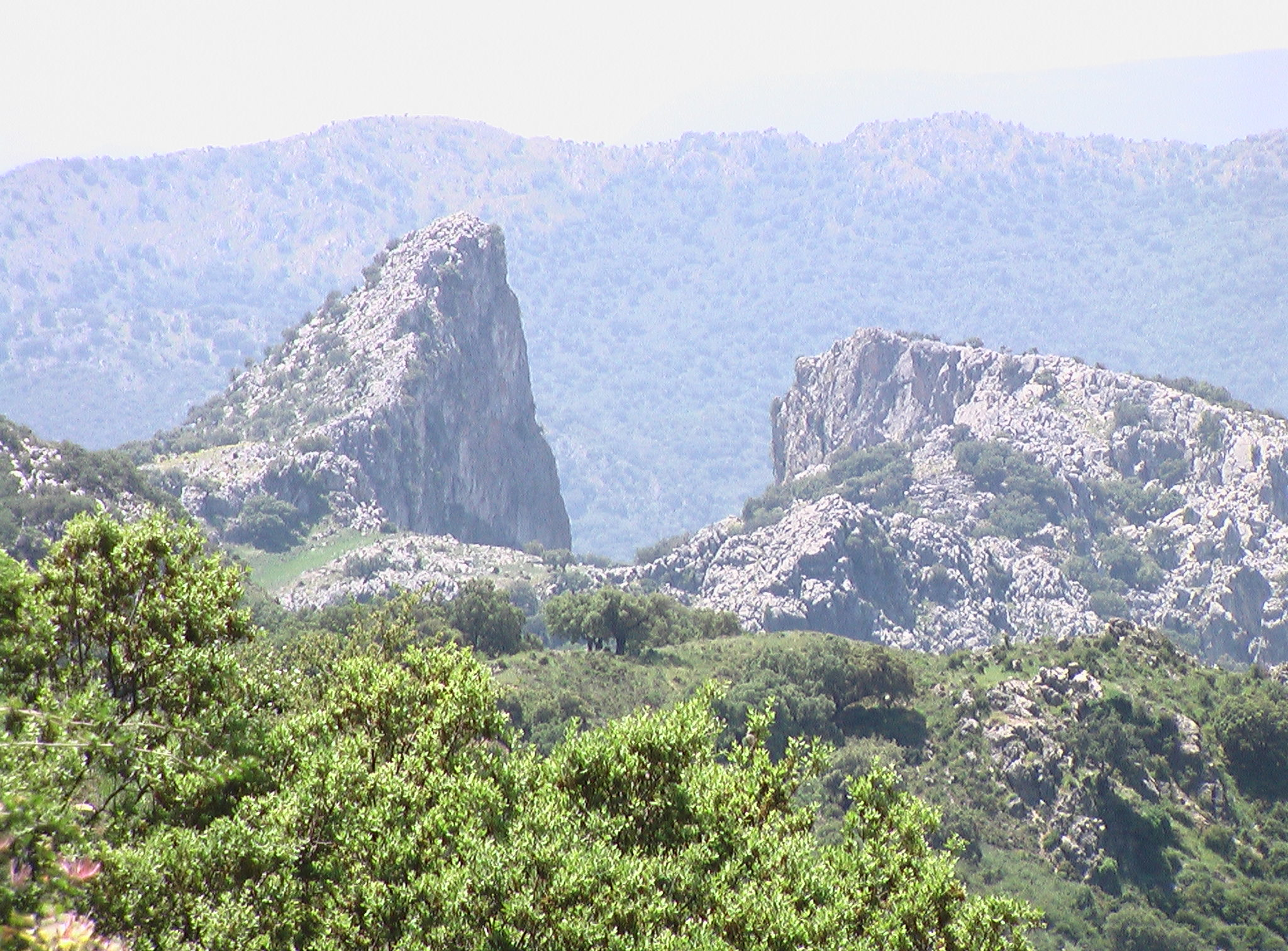
Salto del Cabrero.

## Accesos
Se puede acceder a él en coche, para lo que hay unos pequeños aparcamientos. También existen varios senderos que pasan por él:
- Sendero del Salto de Cabrero: lleva hasta el Salto del Cabrero y Benaocaz. Aunque está catalogado como Bien de Dominio Público adscrito al Plan de Uso Público del parque, está cerrado desde 2004.[2]
- Sendero de Grazalema: lleva hasta Grazalema.

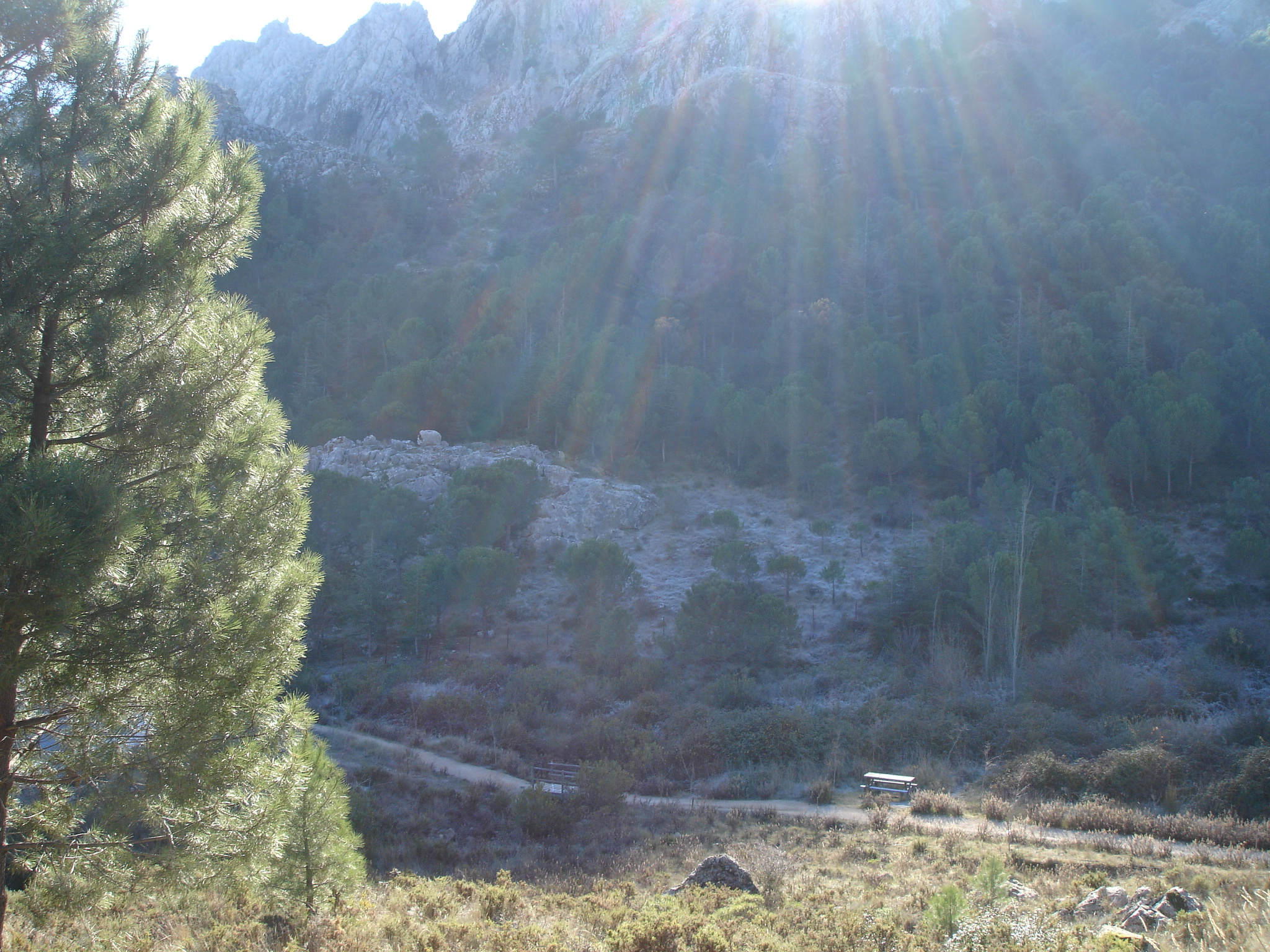
Sendero de Grazalema al puerto del Boyar helado.
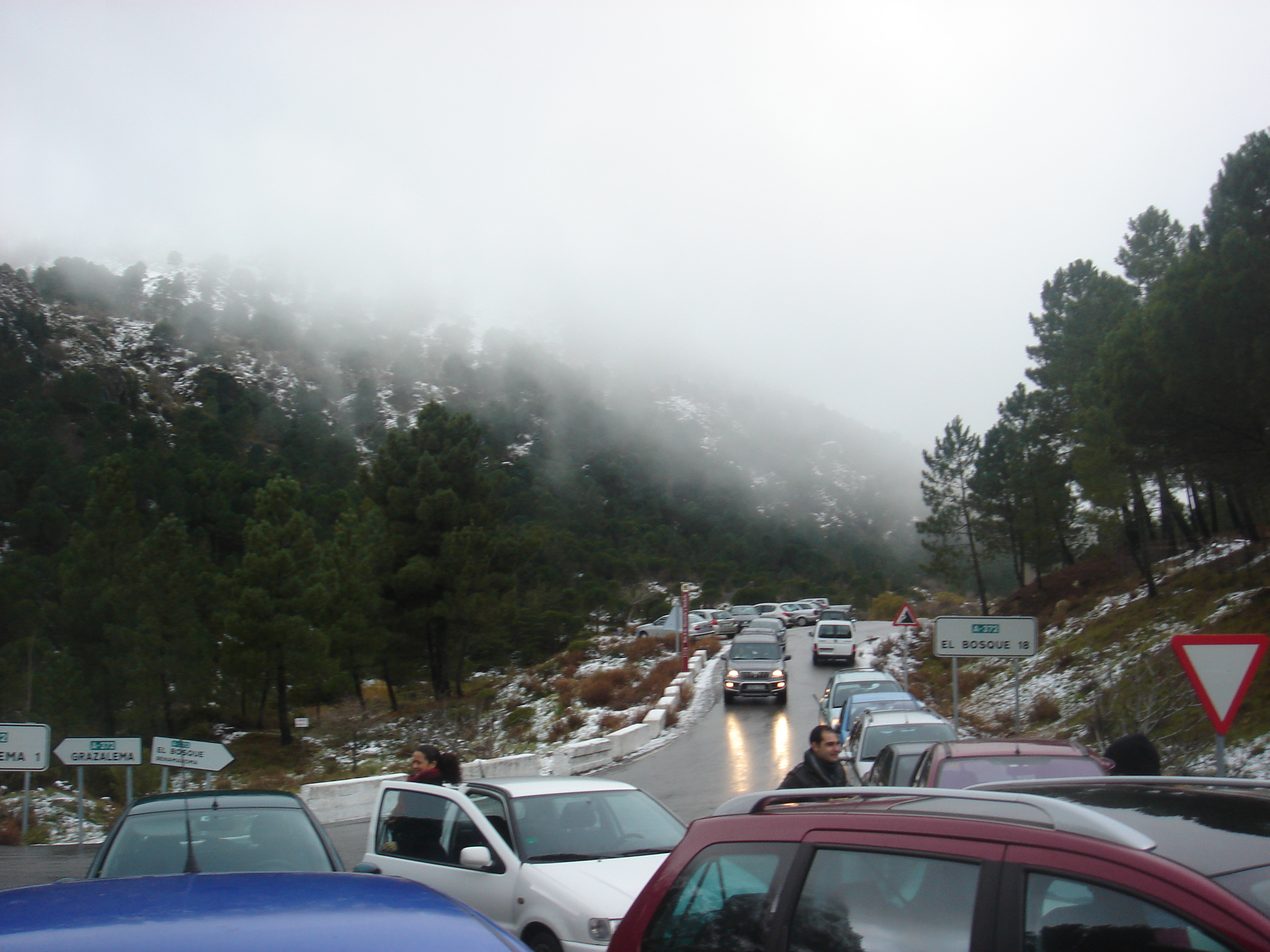
Ascenso hacia el puerto del Boyar, en las proximidades de Grazalema, una nevada mañana el 30/11/2008.

## Atractivo turístico
Por su situación, es bastante propenso a cubrirse de nieve cuando hay bajas temperaturas. Esto hace acudir gran cantidad de gente de toda la provincia, pues es de los pocos lugares en la provincia de fácil acceso en coche que suelen cubrirse de nieve.